# П'ятсот мільйонів Бегуми
«П'ятсот мільйонів Бегу́ми» (франц. «Les Cinq Cents Millions de la Bégum») — науково-фантастичний роман французьких письменників Андре Лорі та Жуля Верна, надрукований у 1879 році.
Роман описує протистояння двох міст, побудованих на території США двома спадкоємцями величезного статку: антиутопічного Штальштадта, заснованого німецьким мілітаристом та расистом професором Шульце, та утопічного Вільфранса, побудованого французом, доктором Серазеном.

## Сюжет

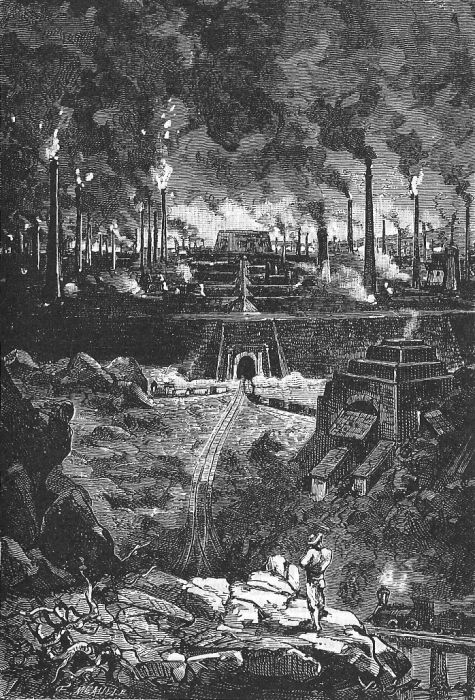
Краєвид Штальштадта

Двоє чоловіків успадковують 527 млн франків від свого родича — французького солдата, який оселився в Індії та одружився з надзвичайно багатою вдовою місцевого принца, що носив титул «Бегума». Один із спадкоємців, французький лікар, доктор Саразен, вирішує заснувати утопічне місто Вільфранс, планування та діяльність якого сприяють турботі про охорону здоров'я жителів. Другий — німецький вчений, професор Шульце, мілітарист і расист. Шульце вирішує створити власну утопію за 40 миль звідти — місто Штальштадт, присвячене виробництву все потужнішої та руйнівнішої зброї. Обоє ділять спадок порівну та переконують уряд Сполучених Штатів надати їхнім містам незалежність.
Більшість сюжету відбувається в Штальштадті, величезному гірничо-промисловому комплексі, де з руди виплавляють сталь, а потім виготовляють із неї зброю. За кілька років Штальштадт стає найбільшим у світі виробником зброї, там працюють 30 тис. фахівців. Шульце править як диктатор і всі важливі рішення приймає особисто. Він мріє знищити Вільфранс і Саразена, бо вважає, що його «латинська раса» все одно приречена на виродження.

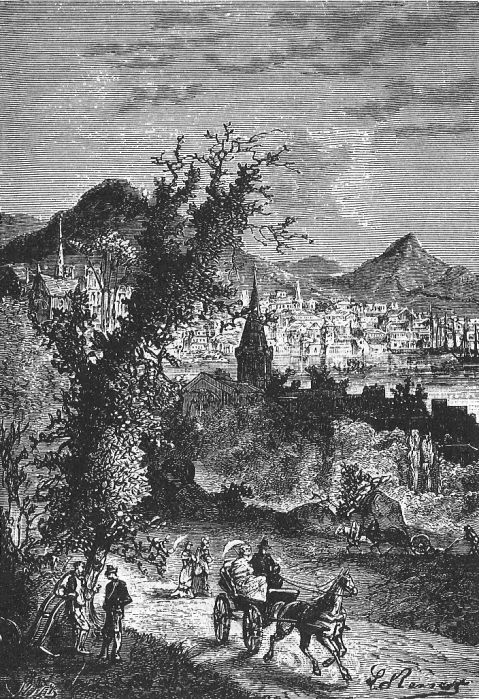
Вільфранс

Ельзасець на ім'я Марсель Брукманн, друг Саразенового сина Октава, переїжджає до Штальштадта й швидко піднімається високо в ієрархії, завойовує особисту довіру Шульце. Він розкриває, що Шульце не задовольняється тільки виробництвом зброї, а має намір використати її спочатку проти Вільфранса, а потім встановити світове панування Німеччини. Марсель інсценізує власну смерть і потай тікає у Вільфранс по підземній річці, щоб попередити друзів про загрозу.
Під керівництвом Шульце будують дві зброї — супергармату, здатну стріляти потужними запальними зарядами у Вільфранс, і снаряди, начинені газом, який задушує та заморожує жертв. Однак, перший же постріл виявляється невдалим, снаряд летить надто швидко і зникає в космосі, а гармата виходить із ладу. Коли Шульце готує накази для штурму міста суперника, газовий снаряд в його офісі випадково вибухає і диктатор гине.
Марсель і Октав здійснюють вилазку в Штальштадт і довідуються, що місто без керівництва Шульце розпадається. Місто банкрутує і жителі покидають його. Шульце назавжди залишиться у своїй імпровізованій гробниці замороженим, виставлений для загального огляду, як він хотів учинити зі своїми ворогами. Саразен сумує, що Шульце змарнував свій талант у гонитві за могутністю. Французи беруть на себе керівництво Штальштадтом, щоб дозволити йому «віднині служити добрій справі». Марсель, давно закоханий у дочку Саразена, врешті зізнається в цьому. Саразен відповідає, що знав про це, і дає згоду на їхній шлюб.